# آن مانينغ
آن مانينغ (بالإنجليزية: Anne Manning) هي منافسة ألعاب القوى أسترالية، ولدت في 13 نوفمبر 1959.

## وصلات خارجية
- آن مانينغ على موقع الاتحاد الدولي لألعاب القوى (الإنجليزية)
- آن مانينغ على موقع النتائج التاريخية لألعاب القوى الأسترالية (الإنجليزية)
- آن مانينغ على موقع أوليمبيديا (الإنجليزية)
- آن مانينغ على موقع اللجنة الأولمبية الأسترالية (الإنجليزية)